# Barbara La Marr
Barbara La Marr (Yakima, 28 juli 1896 — Altadena, 30 januari 1926) was een Amerikaans actrice, scenarioschrijfster en danseres. Ze werd geboren als Reatha Dale Watson en stierf op 29-jarige leeftijd aan tuberculose en nefritis.

## Biografie

### Jeugd
La Marr werd als Reatha Dale Watson geboren. Wanneer dit gebeurde, is niet met zekerheid te zeggen. Er is namelijk nooit een geboortecertificaat gevonden. Toen ze een maand oud was, werd ze opgenomen in een pleeggezin. Haar adoptieve ouders beweerden dat ze op 28 juli 1896 geboren werd in Yakima. Toch gaan er geruchten rond dat La Marr een buitenechtelijke dochter is van een aristocratische familie in Virginia, aangezien ze zelf meerdere malen vertelde te zijn geboren in Richmond.
Haar pleegvader was William Watson, een man die bij de krant werkte. Hierdoor kon de zigeunerfamilie nooit lang op één plaats wonen en verhuisden ze van plaats naar plaats. Uiteindelijk vestigde de familie zich in Los Angeles.
Als jonge tiener was La Marr, die toen nog door het leven ging onder haar geboortenaam, een erotische danseres bij een burleskeshow. Hier vermaakte ze onder andere belangrijke politici en miljonairs. Hiervoor werd ze op 14-jarige leeftijd gearresteerd omdat ze destijds nog minderjarig was. De rechter had echter medelijden voor haar en noemde haar "too beautiful to be alone in a big city, alone and unprotected" (te mooi om alleen en onbeschermd in de grote stad te zijn). Later werd de actrice ""The Girl Who Was Too Beautiful" genoemd, een bijnaam die ze kreeg door die uitspraak.
Toen La Marr nog te maken had met de jeugdrechtbank, werd ze ontdekt door journalist Adela Rogers St. Johns. Door haar werd ze voorgesteld aan redacteur Jack Campbell, die onmiddellijk interesse had in het meisje. Hij publiceerde een artikel van twee pagina's over La Marr, inclusief foto's van de jonge tiener.

### Mislukte huwelijken
In 1913 begon La Marr met professioneel dansen. Daarnaast schreef ze verhalen, die haar vader publiceerde in zijn kranten. Hoewel ze bevoegd was in de klassieke dans, was La Marr een vrije geest. Haar dansstijl werd dikwijls vergeleken met die van danseres Isadora Duncan. Tijdens haar carrière als danseres werd ze opgemerkt door Jack Lytell, die onmiddellijk in haar geïnteresseerd was.
La Marr werd ook verliefd op Lytell en ze zouden snel trouwen; de bruiloft vond nog in 1913 plaats. Tijdens hun huwelijk ging het echter minder goed tussen de twee. Lytell vocht regelmatig met de jonge La Marr, die het leven op de ranch niet aan kon en terug wilde naar het opwindender leven in Los Angeles. Na een ruzie stormde Lytell weg in de regen. Hier liep hij een longontsteking op. Hij stierf twee dagen later, in 1914.
La Marr was vervuld van schuldgevoelens en raakte verslaafd aan de drank. Ze dook het nachtleven in, waar ze meerdere malen zou zijn ontvoerd en verkracht. Ondanks het overlijden van haar man zette ze haar carrière als danseres en schrijfster voort.
Nog in 1914 ontmoette La Marr Lawrence Converse, een rijke, jonge en sociale advocaat. Hij wist La Marr te verleiden en trouwde op 2 juni 1914 met haar. Converse werd echter al 24 uur later aangeklaagd voor bigamie. Het bleek dat hij al getrouwd was en drie kinderen had. Hierdoor eindigde het huwelijk met La Marr onmiddellijk.
La Marr stortte zich in het werk en mocht in 1915 zelfs met behulp van Phoebe Hearst (de moeder van magnaat William Randolph Hearst) dansen op de Wereldtentoonstelling. Rond deze tijd ontmoette ze ook Phil Ainsworth, een populaire acteur die werkzaam was in musicals. Op 13 oktober 1916 trouwden ze. Ainsworth was dol op zijn vrouw en begon haar meer geschenken te geven dan hij zich kon veroorloven. Hij begon cheques te vervalsen en werd al snel gearresteerd. La Marr besloot niet te wachten op haar man en scheidde van hem in 1918. Toen hij nog in de gevangenis zat en de scheiding nog niet rond was, had La Marr affaires met meerdere mannen, onder wie Ernest Hemingway. Die leerde ze kennen toen ze werk had in de nachtclub Harlowe's, waar ze danste tegenover Rudolph Valentino. Ze zou bevriend met hem blijven tot haar dood.
Vlak na de scheiding kreeg ze een relatie met danspartner Ben Deeley. Hoewel Deeley destijds de leeftijd van 40 jaar was gepasseerd, viel La Marr voor de man, met wie ze een passie deelde voor literatuur en kunst. Deeley was echter ook verslaafd aan alcohol en gokken. Samen met zijn vrouw dronken en dansten ze regelmatig samen.

### Opkomst in Hollywood
La Marr ging destijds nog door het leven als Reatha Dale Watson. Ze was berucht door haar werk in nachtclubs en wilde levensstijl, waardoor ze haar naam veranderde naar Barbara La Marr-Deely toen ze besloot een scenarioschrijfster te worden in Hollywood. Ook besloot ze niet meer om te gaan met Deeley. Hun scheiding was in 1921 definitief.
Haar carrière ging niet van start met een daverend succes. Ze schreef meer dan zes scripts, die werden geproduceerd door Fox Studios en de opbloeiende United Artists. Toch werd haar loon steeds hoger. Toen ze het script van Flame of Youth verkocht, ontving ze $10.000.
Omdat haar uiterlijk werd opgemerkt, werd La Marr ook kleine rollen in films aangeboden. Toen actrice en mede-oprichter van United Artists Mary Pickford haar opmerkte bij de studio, moedigde ze haar aan om een carrière als actrice op te bouwen.
Ondertussen was producent Louis B. Mayer op zoek naar nieuw talent. Hij wilde voor zijn nieuwe film Harriet and the Piper (1920) een actrice die goed een femme fatale kon spelen. La Marr won de rol en zou spelen in de film tegenover de destijds populaire Anita Stewart.
La Marr was destijds goed bevriend met actrice Marguerite De La Motte en haar echtgenoot John Bowers. De La Motte stelde haar voor aan Douglas Fairbanks, die onmiddellijk onder de indruk was van de actrice. Hij stond er dan ook op dat ze een rol zou krijgen in The Nut (1921). La Marr werd opgemerkt door John Ford, die haar achtereenvolgens tegenover Harry Carey en Irene Rich selecteerde in de western Desperate Trails (1921).

### Een succesvolle carrière
Rond deze periode was er een zoektocht naar een femme fatale in The Three Musketeers (1921). De zoektocht naar acteurs was destijds net zo groot en belangrijk als dat later zou zijn voor Gone with the Wind. Fairbanks zou een hoofdrol spelen en raadde La Marr aan, die niet veel later de rol zou krijgen.
De film werd een enorm succes en La Marrs verschijning was een sensatie voor het publiek. Rond dezelfde tijd bracht Universal Studios Cinderella of the Hills (1921) uit, waar La Marr haar eerste hoofdrol in had. La Marr werd populair en kreeg er veel fans bij. Ook haar volgende film, Arabian Love (1922), waarin ze tegenover acteur John Gilbert te zien was, werd een succes en La Marr kreeg lovende kritieken voor haar vertolking in de film.
La Marr werd niet alleen geprezen voor haar rollen in films, maar werd ook bewonderd door verscheidene bekende acteurs en actrices, waaronder Gloria Swanson, Charlie Chaplin, Betty Blythe, Mae Murray, Wallace Reid, Buster Keaton en Ben Lyon. Ook regisseur Rex Ingram vond La Marr een inspirerende actrice en zette haar in tegenover Ramon Novarro en Alice Terry in The Prisoner of Zenda (1922). De film werd een groot succes en betekende een grote internationale doorbraak voor zowel La Marr als Novarro. Het haardracht dat de actrice had in de film, werd wereldwijd gekopieerd door vrouwen. Daarnaast hield ze er een lange vriendschap aan over met tegenspeelster Terry. Ook voor haar volgende film Domestic Relations (1922) kreeg La Marr alle lof. Ze trok al de aandacht naar zich toe en schemerde tijdens in de kritieken de hoofdrolspeelster Katherine MacDonald weg.
De volgende film Trifling Women (1922) werd speciaal voor La Marr geschreven. Ze was er opnieuw tegenover Novarro te zien en er gingen geruchten rond dat ze een relatie zouden hebben. Hoewel ze inderdaad een hechte band met elkaar kregen, bleek Novarro een homoseksueel te zijn. De film werd een financieel succes en La Marr werd op tientallen covers van tijdschriften geplaatst. Haar salaris werd verhoogd en ze ontving $6.500 per week.
La Marr werd alsmaar populairder en kreeg steeds meer filmrollen aangeboden. Op een bepaald moment was ze in twee films te zien, waarvan de opnamen op hetzelfde moment plaatsvonden. Poor Men's Wives (1923) was een van die films. La Marr bleef positieve kritieken krijgen en bouwde een hechte band op met tegenspeelster Zasu Pitts.

### Emotionele en fysieke achteruitgang
Tijdens de opnamen van haar volgende film Souls for Sale (1923) verzwikte La Marr haar enkel. Om toch door te kunnen gaan met het filmen, werd haar cocaïne, morfine en naar geruchten ook heroïne voorgeschreven om de pijn te vergeten. De opnamen duurden een stuk langer dan gedacht en putte La Marr zowel fysiek als emotioneel uit. Ze werd verslaafd aan drugs. Desondanks bleef ze geprezen worden voor haar vertolkingen in de opkomende films.
In 1923 werd La Marr opnieuw ingezet tegenover John Gilbert in St. Elmo (1923). De twee kregen een seksuele relatie tijdens het maken van de film. Desondanks trouwde ze niet veel later met acteur Jack Dougherty. Er gingen geruchten rond dat La Marr vlak voor hun bruiloft naar Texas vluchtte om te bevallen van een zoon. Dit werd nooit bevestigd. Wel adopteerde ze in dezelfde periode de jonge Marvin Carville, die ze de bijnaam Sonny gaf.
Vlak na de bruiloft ging La Marr met haar man en zoon naar Italië om de film The Eternal City (1923) te maken. Het werd een van Hollywoods eerste films om op locatie opgenomen te worden. Ze was in de film te zien tegenover Lionel Barrymore en Ronald Colman. De koning en koningin van Italië maakten een cameoverschijning in de film. De film werd een onoverzichtbaar succes en La Marr bleek nog populairder in Europa te zijn.
In 1924 verliet La Marr de studio Metro-Goldwyn-Mayer voor een contract bij First National Pictures, waar actrices Norma Talmadge, Corinne Griffith en Colleen Moore eerder hun succes behaalden. Hoewel haar samenwerking met haar collega en vriend Louis B. Mayer daar stopte, werd haar salaris wel verhoogd. The White Moth (1924), haar eerste film die ze voor de studio maakte, werd een groot succes. Desondanks bleef haar verslaving aan drank, drugs en voedsel stijgen.
Tijdens het maken van Sandra (1924), het volgende vehikel voor La Marr, kwam ze 15 kilo aan. Ze werd gedwongen in een korte periode haar aangekomen gewicht te verliezen. Hoewel ze hier in slaagde door zichzelf uit te hongeren via enkel gebruik van cocaïne en vloeibare middelen, had dit een grote invloed op haar gezondheid. Kostuumontwerper Charles Lemaire vertelde aan het begin van de jaren 80 dat La Marr uitgeput aankwam op de set van The Heart of a Siren (1925), maar desondanks fanatiek bleef acteren. Daarnaast vertoefde ze ondanks haar vermoeidheid complete nachten in nachtclubs.
De studio had door dat La Marr gezondheidsproblemen had en steeds meer drugs begon te gebruiken, maar gebruikte haar desondanks in The White Monkey (1925). La Marr presteerde niet goed in de film en de film flopte.

### Dood
La Marr was ernstig ziek toen de studio La Marr commandeerde om samen met Lewis Stone de film The Girl from Montmartre (1926) te maken. Haar ex-minnaar en vriend Paul Bern smeekte de actrice om de film niet te maken en veel rust te nemen. Desondanks maakte La Marr de film en spendeerde na de opnamen haar tijd voornamelijk met het gebruiken van drugs en alcohol.
Na een tijd viel La Marr flauw op de set en belandde in een coma. Toen ze bijkwam, vertrouwde ze haar zoon toe aan haar vriendin Zasu Pitts. Ze herstelde echter voor een korte periode, voordat er tuberculose werd geconstateerd. Bern kocht een huis voor haar in Altadena. La Marr ging met pensioen om de laatste dagen van haar leven hier door te brengen.
Op 30 januari 1926 stierf La Marr aan zowel tuberculose als nefritis. Haar zoon werd geadopteerd door Zasu Pitts en haar man Tom Gallery, die hem Don Gallery zouden noemen. Voor haar contributie aan de film heeft La Marr een ster op de Hollywood Walk of Fame.

## Filmografie
- Gemeinsame Normdatei: 124259049
- International Standard Name Identifier: 0000 0000 4279 2692
- Library of Congress Control Number: no93007814
- Nationale Bibliotheek van Letland: 000243577
- Nationale Bibliotheek van Israël: 987007281706005171
- SNAC: w66h6pds
- Virtual International Authority File: 13237512
- WorldCat: E39PBJmXJM9pFBcqK7wQrBRBT3